# Гранда Руслан Володимирович
Русла́н Володи́мирович Гра́нда — старшина, Збройні сили України.

## Життєпис
Народився у Львові, мешкав у селі Крива Балка (Миколаївський район Миколаївської області), де 1989 році закінчив середню школу. Протягом 1989—1991 років проходив строкову військову службу в лавах ЗС СРСР.
У часі війни — командир мінометного розрахунку, 28-а окрема механізована бригада.
4 лютого 2015-го важкопоранений осколками при обстрілі терористами поблизу міста Мар'їнка Донецької області. 11 лютого помер у госпіталі Дніпропетровська.
Похований у селі Крива Балка Миколаївського району.
17 вересня 2015-го в Кривій Балці відкрита меморіальна дошка на честь Руслана Гранди.
Без Руслана лишились брат та донька.

## Нагороди та вшанування
За особисту мужність і героїзм, виявлені у захисті державного суверенітету та територіальної цілісності України, вірність військовій присязі під час російсько-української війни
- нагороджений орденом «За мужність» III ступеня (26.02.2015, посмертно).
- 17 вересня 2015 року в селі Крива Балка на будівлі ЗОШ відкрито меморіальну дошку Руслану Гранді.